# Art medieval
L'art medieval és un gran període de la història de l'art que cobreix un llarg període per una enorme extensió espacial. L'edat mitjana, del segle v al segle xv, suposa més de mil anys d'art a Europa, l'Orient Mitjà i Àfrica del Nord. Inclou moviments artístics principals i diferents períodes, arts nacionals, regionals i locals, diversos gèneres, períodes de florida anomenats renaixements, les obres d'art, i els propis artistes (que a l'alta edat mitjana romanien a l'anonimat d'una condició artesanal de poc prestigi social, com els altres oficis establerts en règim gremial, mentre que en els últims segles de la baixa edat mitjana, sobretot al segle xv, aconseguiran la consideració de conreadors de les belles arts, augmentant en consideració social i preparació intel·lectual).
Els historiadors d'art classifiquen l'art medieval en períodes i moviments: art paleocristià, art preromànic, romànic, gòtic (a Europa Occidental, la cristiandat llatina), art romà d'Orient (a l'Imperi Romà d'Orient, la cristiandat oriental) i art islàmic (al món islàmic), amb influències mútues. A més, cada cultura a l'edat mitjana va desenvolupar un estil propi diferenciat, com l'art visigot, l'art anglosaxó o l'art viking. L'art medieval inclou molts mitjans d'expressió a través de disciplines artístiques, tècniques i gèneres diferents: arquitectura, escultura, orfebreria, manuscrits il·lustrats (la miniatura i la cal·ligrafia), frescs, pintura sobre taula, mosaics, i un llarg etcètera, en què s'inclouen arts i oficis no inclosos habitualment en les belles arts, com la confecció de la indumentària medieval.
L'art medieval va superar l'herència artística clàssica de l'Imperi Romà a través de la barreja amb les aportacions del cristianisme primitiu i de la vigorosa cultura de l'Europa del Nord per produir una notable síntesi artística. La història d'art medieval pot ser vista com la història de la interacció entre els elements de l'art clàssic, paleocristià i pagà.

## Estètica
L'estètica medieval que reflecteixen les seves arts (des de l'arquitectura fins a la pintura i l'escultura) estava basada en el símbol i, per tant, era eminentment abstracta. Allò que importava era el concepte que transmetia l'art, i no pas que aquest fos un reflex exacte de la natura.
En un context dominat per la religió i regit pel neoplatonisme, el romànic és l'art del símbol per excel·lència, amb una missió pedagògica i doctrinal. No serà fins a finals del segle xii que les figures evolucionin cap a un major naturalisme; aquesta serà una de les característiques principals de l'estil que succeirà al romànic: el gòtic.

## Iconografia cristiana

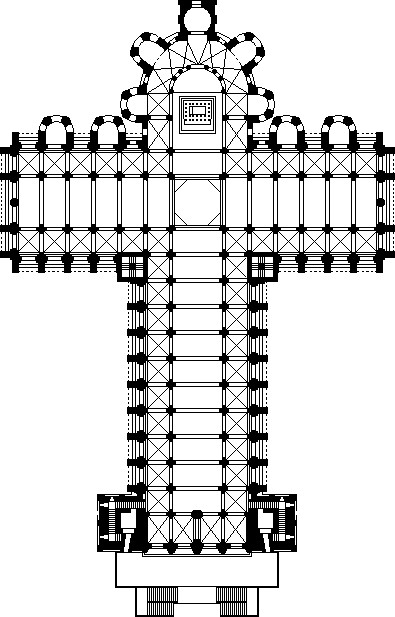
Planta de la catedral de Santiago de Compostel·la

Moltes vegades s'ha dit que el romànic és l'art del símbol; respon a un context concret on el pensament religiós, la literatura sagrada i l'art són un tot sense barreres que els separin. Marie-Madeleine Davy, especialista en filosofia medieval, descriu les implicacions d'allò simbòlic en totes les dimensions de la vida: «Gràcies al símbol, per a l'home del romànic les portes del regne no només es mouen, sinó que s'obren segons el grau d'atenció de cada un. El Cosmos sencer s'entrega a la comprensió de l'esperit».
Gairebé tota la història de l'art occidental està lligada a la simbologia cristiana. Començant per l'església, segurament l'edifici més representatiu de l'arquitectura romànica: sia petita i modesta o majestuosa, l'església romànica s'organitza d'una forma concreta, que poc té a veure amb l'atzar, sinó que respon a necessitats no només materials sinó espirituals. El temple deriva de la basílica clàssica —lloc de reunió— i n'adapta l'estructura incorporant la creu (grega o llatina): d'aquesta forma, l'arquitectura exposa públicament el símbol de la salvació dels cristians, la creu on va morir Crist. El temple s'estructura d'est a oest amb la capçalera com el lloc per on entra la llum que il·lumina als fidels reunits a l'interior. Els espais i els volums estan harmònicament ordenats per transmetre un missatge: el que és diví té forma circular (l'absis i el presbiteri), mentre que l'humà és quadrat (les naus on s'apleguen els fidels).
Els temes de la Maiestas Domini i, encara menys, la Maiestas mariae són els més representats als absis i a les portalades. Mostren la figura de Crist —o de Maria— en actitud triomfant i en destaquen la seva qualitat divina i el seu poder com a jutges de les accions humanes. Un tema que té els seus orígens al remot Egipte del segle v. El Maiestas domini romànic apareix beneint amb la mà dreta mentre que al l'esquerra sosté el Llibre de la Vida; sovint l'acompanyen les grafies alfa i omega, el principi i la fi de tot i sempre apareix envoltat de la màndorla, que evoca el cel i té connotacions sagrades. El tetramorf (els quatre evangelistes) i els apòstols són personatges recurrents en la iconografia, juntament amb els temes de l'Anunciació, la Visitació, la Nativitat, la Crucifixió i el Judici Final.
Els nombres i els colors també transmeten un missatge. Cal recordar que l'escultura apareixia pintada, tot i que els colors s'han perdut gairebé en la totalitat de les obres. Els quatre elements tenien el seu color representatiu: el blau per l'aire, el marró, la terra; el verd, l'aigua; i el vermell, el foc. Pel que fa als nombres, cal destacar el 3, la xifra de la Santíssima Trinitat que marcarà l'estructura de moltes esglésies (3 naus, tres absis), l'1 com el número Diví, indivisible, o el 6, símbol de la perfecció en al·lusió als sis dies de la Creació.